# Giorgio Graffer
Giorgio Graffer (Trento, 14 maggio 1912 – Delvinaki, 28 novembre 1940) è stato un ufficiale, aviatore e alpinista italiano.
Pilota di caccia della Regia Aeronautica durante la seconda guerra mondiale, venne abbattuto nel novembre 1940 dalla caccia britannica e decorato con la medaglia d'oro al valore militare alla memoria.

## Biografia

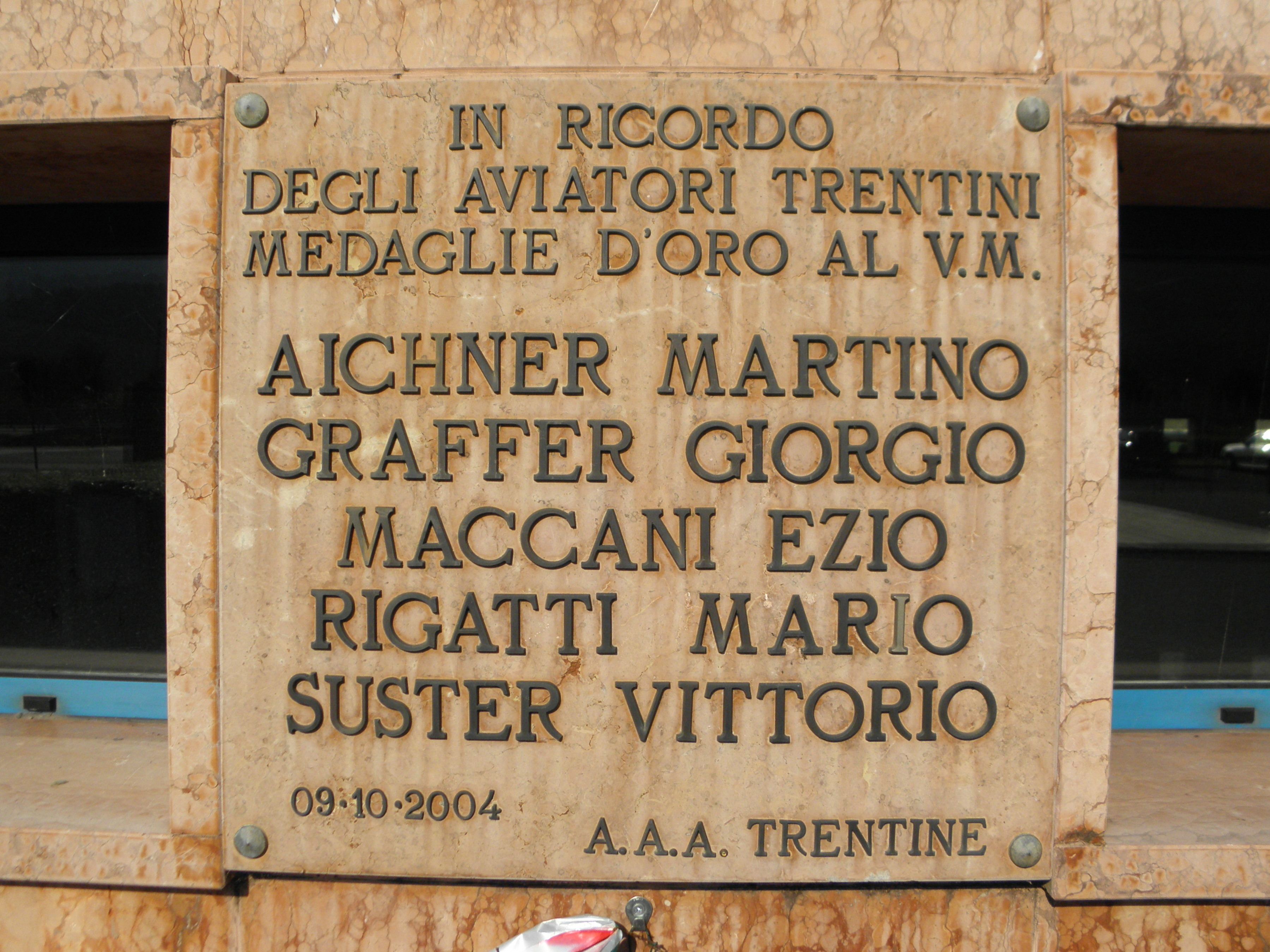
Trento, aeroporto di Trento-Mattarello "Gianni Caproni": la lapide posta dalle AAA trentine a memoria delle MOVM Martino Aichner, Giorgio Graffer, Ezio Maccani e Vittorio Suster.

Giorgio Graffer nacque a Trento il 14 maggio 1912. Proveniente dal corso "Leone" della Accademia Aeronautica, venne assegnato al 53º Stormo caccia e nel 1940 era il capitano comandante della 365ª Squadriglia del 150º Gruppo che utilizzava i Fiat C.R.42. Inizialmente di base sull'aeroporto di Torino-Caselle iniziò ad operare dal 15 giugno 1940 nelle operazioni contro la Francia, contribuendo inizialmente ad abbattere quattro aerei Morane-Saulnier MS.406.
La notte tra il 13 e il 14 agosto 1940, nel corso di una missione notturna, intercettò l'Armstrong Whitworth AW.38 Whitley (P4965/ZA-H) del 10 Squadron, che era decollato da Abingdon per bombardare la fabbrica di motori aeronautici Fiat di Torino. Graffer tentò di abbattere il bombardiere con il fuoco delle mitragliatrici; non riuscendovi, speronò con il suo aereo quello nemico, salvandosi con il paracadute e causando gravi danni al bombardiere che, dopo un lungo volo attraverso la Francia di ritorno verso l'Inghilterra, finì per precipitare in mare davanti alle coste del Kent. L'episodio è considerato il primo esempio di combattimento aereo notturno della Regia Aeronautica e fruttò la medaglia di bronzo al valor militare a Graffer.
Il 23 ottobre 1940, il 150º Gruppo si rischierò in Albania come unità autonoma. Il 2 novembre Graffer venne accreditato dell'abbattimento di tre PZL P.24 portando così il suo totale a cinque aerei abbattuti più altri quattro condivisi. 
Un mese dopo, il 27 novembre 1940, il Capitano Nicola Magaldi, dello stesso Gruppo di Graffer, in volo con altri due piloti, venne attaccato sopra Iannina da nove Gloster Gladiator del No. 80 Squadron della RAF. Magaldi venne abbattuto ed ucciso ed il Sergente Negri ferito ad una gamba. I due piloti italiani erano caduti vittime del Flight Lieutenant G. Jones e del Sergeant Donald Swift 'Don' Gregory. La perdita di Magaldi, cui venne concessa la Medaglia d'oro al valor militare postuma, era un grave colpo per il 150º Gruppo che decise di vendicarne immediatamente la morte.
Il giorno seguente, alle 08.45, Graffer partì alla testa di dieci C.R.42 per un'azione di rappresaglia contro la RAF. Venti minuti dopo, avvistò una formazione a V di Gladiator, su Delvinaki, in Epiro. L'asso del 150° si lanciò all'attacco, con gli altri C.R.42. Ma si trattava di una trappola. Tre miglia più indietro ed a quota maggiore si trovavano altri tre Gloster e dietro questi, e ancora più in alto, altri tre. I primi tre piloti britannici intercettati dai Fiat chiamarono per radio i colleghi in agguato e mentre Graffer ed i suoi compagni erano concentrati nell'attacco, gli altri sei Gladiator piombarono alle spalle della formazione italiana. Nel combattimento che ne risultò, il Fiat pilotato dal Sergente Corrado Mignani entrò in collisione con il Gloster del Flying Officer H.U Sykes ed entrambi restarono uccisi. Il Sergente Achille Pacini venne abbattuto, ma si salvò con il paracadute. Il Maresciallo Guglielmo Bacci ed il Sergente Zotti vennero feriti, ma riuscirono a ritornare alla base. Fu ferito - al collo - anche il comandante della pattuglia inglese, Edward 'Tap' Gordon Jones che, con l'aereo danneggiato, dovette abbandonare il combattimento, scortato dal Gloster del Sergeant Donald Gregory. Quest'ultimo rivendicò l'abbattimento di ben tre Fiat. Due abbattimenti vennero rivendicati dal comandante Jones ed un altro C.R.42 venne dichiarato abbattuto dal Flying Officer Wanklyn Flower. 
In realtà la Regia Aeronautica perse tre biplani CR 42: uno per collisione, quello pilotato dal Sergente Corrado Mignani, quello del Sergente Achille Pacini ed un terzo su cui volava Giorgio Graffer, che restò ucciso. I piloti italiani dichiararono l'abbattimento di quattro Gladiator, ma la RAF subì solo la perdita del Gloster entrato in collisione, oltre al danneggiamento di quattro velivoli (grave in due casi). Per la Regia Aeronautica era il colpo più grave subito dall'inizio della campagna di Grecia.
Graffer venne decorato con la massima onorificenza militare, la Medaglia d'oro al valor militare alla memoria. A lui è ora intitolato il 50º Stormo dell'Aeronautica Militare Italiana.
I tre piloti britannici, uno dei quali probabilmente abbatté e uccise Graffer, sopravvissero tutti alla guerra, Donald Gregory con un "bottino" di otto vittorie, Jones con cinque (tutti Fiat C.R.42) e Wanklyn Flower con due. Tutti fecero carriera nella RAF. Jones (deceduto nel 2007) divenne Air Commodore e Air Marshal, Gregory Wing Commander (1986) e Wanklyn Flower Squadron Leader.  

### Alpinismo
Graffer è stato anche uno dei migliori alpinisti del suo periodo, specializzandosi nell'arrampicata su roccia. Svolse la propria attività alpinistica nel gruppo montuoso delle Dolomiti nella SUSAT, la Sezione Universitaria della SAT e, in particolar modo, nel Gruppo del Brenta dove sviluppò forse la sua più importante salita, quella che percorre il famoso "spallone" del Campanile Basso. A soli 21 anni Giorgio Graffer fu nominato socio accademico del CAI, e al suo nome restano legati, ancora oggi, alcuni percorsi dolomitici di estrema difficoltà arrampicatoria. A lui è intitolata la Scuola di Alpinismo e Scialpinismo Giorgio Graffer della SAT, una delle principali scuole di alpinismo del CAI, e l'omonimo Rifugio nel Gruppo del Brenta.